# Tibioplus
Tibioplus és un gènere d'aranyes araneomorfes de la subfamília dels erigonins, dins de la família Linyphiidae . Es poden trobar a la zona paleàrtica (Escandinàvia, Rússia, Mongòlia, Kirguizstan) i a Alaska.
Fou descrit per primera vegada per Ralph Vary Chamberlin i Vaine Wilton Ivie l'any 1947.

## Llista d'espècies
Segons The World Spider Catalog 12.0:
- Tibioplus diversus (L. Koch, 1879) (Espècie tipus)
- Tibioplus tachygynoides Tanasevitch, 1989